# Sárosy Andor
Sárossy Andor, névváltozat: Sárosy, Sárosi, született: Staufer András Ágoston (Budapest, 1885. december 16. – Budapest, 1967. november 30.) operaénekes (bariton), színész.

## Életútja
Rákosi Szidi színiiskolájának növendéke volt. 1905-ben lett színész Pozsonyban, Andorffy Péternél. Sokáig volt a Király Színház tagja, ahol szép hangjával és férfias alakjával tűnt ki. Részt vett az első világháborúban, hosszú ideig volt orosz hadifogságban, ahol a hadifogolyszínházak erőssége volt. Hazatérése után sűrűn szerepelt a főváros operaelőadásaiban, nagy sikere volt a Városi Színházban és 1923–24-ben a Magyar Királyi Operában. 
Jeles alakítóképességével a kabarészínpadoknak is erőssége tudott lenni és az 1920-as években koncertfellépésein kívül állandóan szerepelt a Terézkörúti Színpad előadásaiban, ahol sok jóízű humoros szereppel is kedvence lett a közönségnek. A második világháború után az 1950-es évek végéig kabaré- és operettszínészként játszott a Vígszínházban, a Vidám Színpadon és a Fővárosi Operettszínházban. Utolsó éveiben szegénységben és mellőzöttségben élt. Népszerű burleszk-figurája volt a magyar filmeknek.

## Ismert szerepei
- Georges Bizet: Carmen – Escamillo
- Erkel Ferenc: Bánk bán – Petur bán
- Fejér István: Egy marék boldogság – Decassini
- Fényes Szabolcs: Szombat délután – Házfelügyelő
- Charles Gounod: Faust – Valentin
- Ruggero Leoncavallo: Bajazzók – Tonio; Silvio
- Ruggero Leoncavallo: Zazà – Cascart
- Albert Lortzing: Cár és ács – I. Péter
- Pietro Mascagni: Parasztbecsület – Alfio
- Jules Massenet: Manon – Lescaut
- Jurij Szergejevics Miljutyin: Szibériai rapszódia – Öreg paraszt
- Nádasi László: Peleskei nótárius – Policájfőnök
- Jacques Offenbach: Szép Heléna – Homérosz
- Jacques Offenbach: Orfeusz az alvilágban – Pluto
- Giacomo Puccini: Tosca – Scarpia báró
- Bedřich Smetana: Az eladott menyasszony – A cirkuszigazgató
- Carl Maria von Weber: A bűvös vadász – Ottokar

## Filmjei
- Csak nővel ne! (1924)
- A cigány (1925) - Gyuri
- A szép Pongráczné krinolinja (1930)
- A kék bálvány (1931) - Big Tom
- Hyppolit, a lakáj (1931, magyar-német) - Bruchmeister
- Csókolj meg, édes! - A regiment szégyene (1932) - baka
- Mindent a nőért! (1933-34)
- Ida regénye (1934) - Bónyi, hentes
- Elnökkisasszony (1935) - Gonda Károly igazgató
- Café Moszkva (1935) - rab
- Nászút féláron (1936) - utas a vonaton
- A 111-es (1937) - hipnotizált vendég az Éden mulatóban
- Úrilány szobát keres (1937) - írnok
- Maga lesz a férjem (1937) - főápoló az elmeorvosi rendelőben
- Te csak pipálj, Ladányi! (1938) - nászutas férj
- Semmelweis (1939) - vendég a kocsmában
- Dankó Pista (1940) - mulató úr a Hungáriában
- Sok hűhó Emmiért (1940) - vidéki hentes
- Egy csók és más semmi (1940) - Vrabec, festő és mázoló
- Vissza az úton (1940) - verekedő férfi a kocsmában
- Cserebere (1940) - Vas úr, kefekötő gyári igazgató
- Hétszilvafa (1940) - Varga, vendéglős
- Gyurkovics fiúk (1940-41) - részeg vendég
- Balkezes angyal (1940-41) - "peches" úr
- Leányvásár (1941) - "panamagyanús" úr
- Ne kérdezd, ki voltam (1941) - Bagyula János, szakács
- A beszélő köntös (1941) a kópián nem látszik
- A cigány (1941) - Sándor sógor
- Lelki klinika (1941) - kocsmáros
- Életre ítéltek! (1941) - Szép Karcsi, rab
- Miért? (1941) - szakállas úr
- Behajtani tilos! (1941-42) - kocsimosó
- Éjfélre kiderül (1942) - verekedő férj
- Heten, mint a gonoszok (1942) - tüsszentő férfi a vidámparkban
- Estélyi ruha kötelező (1942) - Jean, rab
- A 28-as (1943) - egy úr a színházban
- Kerek Ferkó (1943) - vendég a kocsmában
- Muki (1943)
- Futótűz (1943) - füttyművész
- Zenélő malom (1943) - vasutas
- Viharbrigád (1943) - Hosszú András, katona
- Egy gép nem tért vissza (1943-44) - szakács
- Éjféli keringő (1944) - Pali bácsi, vendéglős
- Vihar után (1944) - hordár
- Szerelemcsütörtök (1959)